# Île-de-France
Île-de-France (tạm dịch: Đảo Pháp) là vùng thủ đô của nước Pháp, bao gồm 8 tỉnh: Essonne, Hauts-de-Seine, Paris, Seine-Saint-Denis, Seine-et-Marne, Val-de-Marne, Val-d'Oise, Yvelines.

## Từ nguyên
Mặc dù cái tên hiện đại Île-de-France có nghĩa đen là "Đảo Pháp", nhưng thực tế từ nguyên của nó vẫn chưa rõ ràng. "Đảo" có thể ám chỉ vùng đất nằm giữa các sông Oise, Marne và Seine, hoặc nó cũng có thể là liên quan đến Île de la Cité, nơi có cung điện và nhà thờ hoàng gia Pháp.
Ngoài ra, tên này có thể đề cập đến các vùng đất nằm dưới sự cai trị trực tiếp của các vị vua Capetus trong thời Trung cổ; do đó, các vùng đất là một "hòn đảo" trong một vùng biển gồm nhiều lãnh thổ phong kiến khác nhau do các chư hầu của nhà vua cai trị.

## Lịch sử
Lịch sử vùng Île-de-France bắt đầu từ thế kỷ 10 khi được dựng lên bởi Nhà Capet. Biên giới của nó luôn biến đổi cho đến tận thời kỳ 1500 - 1800 (fr). Trong lịch sử vùng này mở rộng về phía Tây nhiều hơn, trong khi phía Bắc hẹp hơn ngày nay, thu hẹp dần về phía đông nam. Vùng này có ý nghĩa thương mại quan trọng; các nhà buôn thường tập trung ở Paris, hình thành dần vùng xung quanh Paris.
Đến thế kỷ 17, một lượng lớn dân vùng này di cư đến Nouvelle-France (Québec), đặc biệt là những người  filles du Roy.
Sau cách mạng Pháp, vùng bị phân chia thành ba tỉnh: Seine, Seine-et-Oise và Seine-et-Marne. Vùng được chính thức thành lập sau năm 1945. Việc phi tập trung hóa hành chính được thực hiện từ năm 1964. Năm 1965, với các hoạt động của nhà chính trị Paul Delouvrier lúc đó đang đứng đầu các quận Paris, số tỉnh được tăng từ ba lên tám, bao gồm Paris. Vùng mang tên Île-de-France từ năm 1976. Sau các diễn biến chính trị của năm 1982 tên các tỉnh cũ một lần nữa được củng cố.

## Giáo dục
Tại Paris và vùng Île-de-France, bạn có thể tìm thấy tất cả các ngành học được ưa chuộng. Các ngành công nghệ cao là một trong những lĩnh vực nổi bật nhất, đặc biệt là lĩnh vực phần mềm tin học. Trong đó, đại học Paris 6 và ENST (École Nationale Supérieure des Télécommunications) là hai trung tâm đào tạo bậc nhất.
Áp dụng công nghệ cao trong y dược và sức khỏe cũng là một điểm mạnh của Île-de-France. Chính vì vậy, bạn hoàn toàn có thể đăng ký một trong rất nhiều chương trình đào tạo sau đại học về sinh hóa, công nghệ sinh học, nghiên cứu gen hay toán tin trong khoa học đời sống.
Không những thế, Île-de-France còn đứng đầu trong lĩnh vực hình ảnh và kỹ thuật số. Tại đây bạn có thể tìm thấy rất nhiều chương trình đào tạo phù hợp cho mọi trình độ. Bạn không thể bỏ qua các trường như: ENSCI (École Nationale Supérieure de Création Industrielle) hay ENSAD (École Nationale Supérieure des Arts Décoratifs). Ngoài ra các bạn yêu thích chuyên ngành về hình ảnh có thể đăng ký các chương trình đào tạo BTS tại rất nhiều trường khác của Île-de-France.

## Địa lý
Vùng này có diện tích 12 072 km², chứa thủ đô của Pháp, Paris (75). Năm 1999, dân số của vùng là 11 triệu người, tức là khoảng 19% dân số Pháp.

## Nhân khẩu học
Những cư dân của vùng Île-de-France được gọi là người Franciliens.